# Drewitz (Fläming)
Drewitz (Fläming) este o comună din landul Saxonia-Anhalt, Germania.
1. ↑  GeoNames